# Peter Bradley
Pour les articles homonymes, voir Bradley.
Peter Bradley, né le 15 septembre 1940 à Connelsville en Pennsylvanie, est un peintre et sculpteur américain.

## Biographie
Né le 15 septembre 1940 à Connelsville en Pennsylvanie, Peter Bradley étudie à la Cranbrook Academy, Bloomsfield dans le Michigan, au College for Creative Studies (en) à Detroit, et à l'Université Yale, New Haven dans le Connecticut. Il s'installe à New York.